# Maurício Valladares
Maurício Valladares (Rio de Janeiro, 22 de julho de 1953) é um fotógrafo, jornalista, radialista e DJ brasileiro.
Aos 20 anos de idade, Valladares foi incentivado pela família para se dedicar à fotografia. O fotojornalismo era considerado por ele o que mais lhe interessava esteticamente. Viajou para a Inglaterra em 1973, onde testemunhou apresentações ao vivo das maiores bandas de rock da época. Saiu e retornou para a Inglaterra em 1975, onde permaneceu até 1982.
Maurício é ligado ao mundo musical em suas quatro atividades profissionais. Como fotógrafo trabalhou com artistas da MPB e do rock nacional ao longo de sua carreira. Foi responsável pelas capas dos LP's dos Paralamas do Sucesso (Cinema Mudo e Os Grãos), Legião Urbana (Legião Urbana, primeiro LP da banda brasiliense) e Ed Motta (Piquenique). Foi fotógrafo do Jornal do Brasil e da Revista de Domingo, além de ser o fotógrafo oficial dos Paralamas do Sucesso, responsável por lançar um livro sobre a banda em 2006. Suas prieiras fotos profissionais foram da banda Led Zeppelin, publicadas no jornal O Globo, em 1975 e em veículos de comunicação ingleses, como o semanário New Musical Express. Seu trabalho fotográfico tem registros de artistas como Gilberto Gil, Lulu Santos, Rita Lee, Hermeto Pascoal, Bob Marley, David Bowie, Led Zeppelin e The Who.
Como jornalista, Valladares atuou tanto escrevendo quanto fotografando para as publicações Jornal da Música, nos anos 1970, e posteriormente na Revista Bizz, Som Três e Pipoca Moderna.
Em sua carreira de radialista, Valladares começou a trabalhar na Rádio Fluminense em 1982, após retornar de Londres, e foi responsável por lançar bandas internacionais desconhecidas do público brasileiro até então, como The Cure, New Order e U2, além de revelar bandas nacionais como Legião Urbana, Paralamas do Sucesso, Capital Inicial e Biquíni Cavadão. Também trabalhou na Rádio Globo FM e Rádio Cidade.